# Somerset Village (Bermudas)
Somerset  es una localidad de Bermudas, ubicada en el noroeste del territorio, en la isla Somerset, perteneciente a la parroquia de Sandys.